# 二羰基(乙酰丙酮基)铑(I)

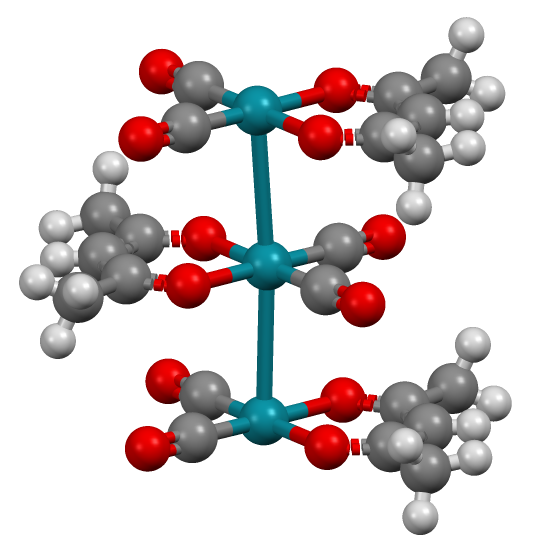
在Rh(acac)(CO)_{2}的晶格中，分子通过Rh−Rh的相互作用连接成链。

二羰基(乙酰丙酮基)铑(I)是一种有机铑化合物，化学式为Rh(O2C5H7)(CO)2，包含两个羰基配体和乙酰丙酮。它是深绿色固体，可溶于丙酮和苯，形成黄色溶液。它是均相催化剂的前体。
它由氯化二羰基銠与乙酰丙酮钠在碱性环境中的反应生成：
[(CO)2RhCl]2 + 2 NaO2C5H7 → 2 Rh(O2C5H7)(CO)2 + 2 NaCl
这个配合物具有平面正方形分子构型。分子呈直链堆叠，其中Rh−Rh距离大约为326 pm，因此属于链状化合物。